# Andropodium
Andropodium (pseudophallus) – narząd kopulacyjny ryb z rodziny półdziobcowatych (Hemiramphidae), Zenarchopteridae i żyworódkowatych (Goodeidae). Powstał z przekształconych, skróconych przednich promieni płetwy odbytowej oddzielonych wcięciem od jej pozostałej części. Jest to struktura analogiczna do gonopodium karpieńcokształtnych.